# ورقات (كتاب)
ورقات أو ورقات عن الحضارة العربية الأفريقية التونسية هو أحد أشهر كتب المؤرخ التونسي حسن حسني عبد الوهاب. صدر الكتاب في حياة مؤلفه عن مكتبة المنار بتونس عام 1965. يتألف من جزأين  يقع أولهما في 472 صفحة والثاني في 475 صفحة.

## العرض
ذكر المؤلف في مقدمة كتابه أنه قضى في جمعه وتدوينه زهاء خمسين عاما، مما جعله كتاب العمر بالنسبة له، ويذكر المؤلف أنه لم يتوان "في تحقيق مصادره، وتتبع مراجعه، واستقصاء موضوعاته". أما عن محتواه فيقول إنه "يتضمن كل ما يمت بصلة إلى تاريخ العلم والاجتماع والأدب والفن في البلاد التونسية، منذ استقرت بها طلائع النور العربي، وفي هذا الإطار ترجم المؤلف "لنحو ألف من العلماء والمؤلفين التونسيين" متحدثا عن كل علم على حدة "سواء كان من العلوم الدينية كالقراءات والتفسير والحديث أم من العلوم الرياضية والكونية كالحساب والطب والفلك والكيمياء، أم من العلوم الأدبية أم من العلوم العمرانية كالجغرافية والرحلات والتاريخ والسير، أم من العلوم الفنية كالموسيقى والألحان والتصوير، أم من العلوم الروحية كالتصوف والزهد". كما خصص فصولا من كتابه للعادات والمراسم والأفراح والمآتم والمأكل والأزياء والمهن.